# Coppa Montenero 1931
La Coppa Montenero 1931 (V° Coppa Ciano) est un Grand Prix qui s'est tenu sur le Circuito di Montenero le 2 août 1931 et disputé par deux classes: les véhicules de moins de 1 100 cm3 et les véhicules de plus de 1 100 cm3. Les deux classes de véhicules mènent simultanément une course qui leur est propre ; le premier groupe couvre huit tours du circuit contre dix pour le deuxième groupe.

## Premier groupe

### Grille de départ
| 1re ligne | Pos. 3                 | Pos. 2          | Pos. 1           |
| --------- | ---------------------- | --------------- | ---------------- |
|           | Savelli Fiat           | Lorenzini Fiat  | Casali Fiat      |
| 2e ligne  | Pos. 6                 | Pos. 5          | Pos. 4           |
|           | Platé Lombard          | Terigi Salmson  | Cioni Fiat       |
| 3e ligne  | Pos. 9                 | Pos. 8          | Pos. 7           |
|           | Ferrari Bugatti-Talbot | Giorgi Lombard  | Pratesi Salmson  |
| 4e ligne  | Pos. 12                | Pos. 11         | Pos. 10          |
|           | Jeroniti Salmson       | Arzilla Amilcar | Premoli Salmson  |
| 5e ligne  | Pos. 15                | Pos. 14         | Pos. 13          |
|           | *                      | Rossi Fiat      | Matrullo Salmson |

### Classement de la course
| Pos  | no | Pilote             | Écurie             | Châssis          | Tours | Temps/Abandon                | Grille |
| ---- | -- | ------------------ | ------------------ | ---------------- | ----- | ---------------------------- | ------ |
| 1    | 36 | Luigi Premoli      | Count L. Premoli   | Salmson          | 8     | 2 h 14 min 3 s 4 (73,9 km/h) | 10     |
| 2    | 32 | Gerolamo Ferrari   | Scuderia Materassi | Bugatti-Talbot   | 8     | + 2 s 6                      | 9      |
| 3    | 44 | Francesco Matrullo | Privé              | Salmson          | 8     | + 2 min 36 s 4               | 13     |
| 4    | 26 | Albino Pratesi     | Privé              | Salmson          | 8     | + 2 min 51 s 6               | 7      |
| 5    | 14 | Giuseppe Cioni     | Privé              | Fiat 509         | 8     | + 13 min 47 s 6              | 4      |
| Abd. | 2  | Alfredo Casali     | Privé              | Fiat 509         | 5     |                              | 1      |
| Abd. | 16 | Aldo Terigi        | Privé              | Salmson          | 5     |                              | 5      |
| Abd. | 46 | Giuseppe Rossi     | Privé              | Fiat 509         | 4     |                              | 14     |
| Abd. | 6  | Camillo Savelli    | Privé              | Fiat 509         | 3     |                              | 3      |
| Abd. | 20 | Luigi Platé        | Privé              | Fiat-Lombard AL3 | 2     |                              | 6      |
| Abd. | 40 | Leonardo Jeroniti  | Privé              | Salmson G.P.     | 2     |                              | 12     |
| Abd. | 30 | Domingo Giorgi     | Privé              | Lombard AL3      | 1     |                              | 8      |
| Abd. | 38 | Constanzo Arzilla  | Privé              | Amilcar          | 0     |                              | 11     |
| Abd. | 4  | Giorgio Lorenzini  | Privé              | Fiat 509         | 0     |                              | 2      |
| Np.  | 8  | « Capello »        | Privé              | « X »            |       | Non partant                  |        |
| Np.  | 10 | Luigi del Re       | Privé              | Fiat-Lombard AL3 |       | Non partant                  |        |
| Np.  | 12 | Macarlo Basagni    | Privé              | Fiat             |       | Non partant                  |        |
| Np.  | 18 | Raffaelo Luchini   | Privé              | « X »            |       | Non partant                  |        |
| Np.  | 22 | Eugenio Palumbo    | Privé              | Amilcar          |       | Non partant                  |        |
| Np.  | 24 | Antonio Ferrando   | Privé              | Salmson          |       | Non partant                  |        |
| Np.  | 28 | Catullo Lami       | Privé              | « X »            |       | Non partant                  |        |
| Np.  | 34 | « Peri »           | Privé              | « X »            |       | Non partant                  |        |
| Np.  | 42 | Oddone Segrazzini  | Privé              | Maserati         |       | Non partant                  |        |

- Légende: Abd.=Abandon ; Np.=Non partant

## Deuxième groupe

### Grille de départ
| 1re ligne | Pos. 3                 | Pos. 2              | Pos. 1               |
| --------- | ---------------------- | ------------------- | -------------------- |
|           | Borzacchini Alfa Romeo | Ghersi Bugatti      | Biondetti Maserati   |
| 2e ligne  | Pos. 6                 | Pos. 5              | Pos. 4               |
|           | Fagioli Alfa Romeo     | Varzi Bugatti       | Campari Alfa Romeo   |
| 3e ligne  | Pos. 9                 | Pos. 8              | Pos. 7               |
|           | Jonoch Alfa Romeo      | Chiron Bugatti      | Cerami Maserati      |
| 4e ligne  | Pos. 12                | Pos. 11             | Pos. 10              |
|           | Severi Alfa Romeo      | Ruggeri Talbot      | Nuvolari Alfa Romeo  |
| 5e ligne  | Pos. 15                | Pos. 14             | Pos. 13              |
|           | Gazzabini Alfa Romeo   | Fontana Bugatti     | Bartolucci OM        |
| 6e ligne  | Pos. 18                | Pos. 17             | Pos. 16              |
|           | Bona Alfa Romeo        | Cortese Alfa Romeo  | Carraroli Alfa Romeo |
| 7e ligne  | Pos. 21                | Pos. 20             | Pos. 19              |
|           | Taruffi Itala          | Castelbarco Bugatti | Klinger Alfa Romeo   |
| 8e ligne  | Pos. 24                | Pos. 23             | Pos. 22              |
|           | D'Ippolito Alfa Romeo  | Calzolari OM        | Di Vecchio Talbot    |
| 9e ligne  | Pos. 27                | Pos. 26             | Pos. 25              |
|           | Romano Bugatti         | Gyulai Alfa Romeo   | Minozzi Bugatti      |
| 10e ligne | Pos. 30                | Pos. 29             | Pos. 28              |
|           | *                      | *                   | Catalani Alfa Romeo  |

### Classement de la course
| Pos  | no  | Pilote                   | Écurie                       | Châssis               | Tours | Temps/Abandon                 | Grille |
| ---- | --- | ------------------------ | ---------------------------- | --------------------- | ----- | ----------------------------- | ------ |
| 1    | 68  | Tazio Nuvolari           | Scuderia Ferrari             | Alfa Romeo 8C 2300    | 10    | 2 h 23 min 40 s 8 (83,5 km/h) | 10     |
| 2    | 64  | Louis Chiron             | Privé                        | Bugatti Type 51       | 10    | + 43 s 8                      | 8      |
| 3    | 60  | Luigi Fagioli            | Officine Alfieri Maserati    | Maserati 8C 2800      | 10    | + 3 min 7 s 6                 | 3      |
| 4    | 56  | Giuseppe Campari         | Scuderia Ferrari             | Alfa Romeo 8C 2300    | 10    | + 3 min 46 s 6                | 4      |
| 5    | 58  | Achille Varzi            | Privé                        | Bugatti Type 51       | 10    | + 5 min 15 s 6                | 5      |
| 6    | 84  | Franco Cortese           | Scuderia Ferrari             | Alfa Romeo 8C 2300    | 10    | + 9 min 51 s 2                | 17     |
| 7    | 100 | Guido D'Ippolito         | Scuderia Ferrari             | Alfa Romeo 6C 1750 GS | 10    | + 14 min 58 s 2               | 24     |
| Dsq. | 78  | Eugenio Fontana          | Privé                        | Bugatti Type 35C      | 10    | Aidé extérieure (Balestrero)  | 14     |
| 8    | 92  | Piero Taruffi            | Lelio Pellegrini Quarantotti | Itala Tipo 75         | 10    | + 15 min 38 s 6               | 21     |
| 9    | 90  | Luigo Castelbarco        | Conte L. Castelbarco         | Bugatti Type 39A      | 10    | + 15 min 55 s 6               | 20     |
| 10   | 82  | Guglielmo Carraroli (de) | Scuderia Ferrari             | Alfa Romeo 6C 1750 GS | 10    | + 18 min 21 s 6               | 16     |
| Abd. | 52  | Pietro Ghersi            | Privé                        | Bugatti Type 35B      | 9     | Accident                      | 2      |
| Abd. | 50  | Clemente Biondetti       | Privé                        | Maserati Tipo 26 R    | 9     | Accident                      | 1      |
| Abd. | 66  | Giovanni Jonoch          | Privé                        | Alfa Romeo 6C 1750 GS | 9     |                               | 9      |
| Abd. | 70  | Amedeo Ruggeri           | Scuderia Materassi           | Talbot 700            | 9     | Mécanique                     | 2      |
| Abd. | 86  | Gaspare Bona             | Privé                        | Alfa Romeo 6C 1750 GS | 9     | Mécanique                     | 2      |
| Abd. | 74  | Raffaello Bartolucci     | Privé                        | OM 665 S              | 6     |                               | 13     |
| Abd. | 80  | Carlo Gazzabini          | Privé                        | Alfa Romeo 6C 1750 S  | 5     | Mécanique                     | 15     |
| Abd. | 108 | Emilio Romano            | Privé                        | Bugatti               | 5     |                               | 27     |
| Abd. | 128 | Luigi Catalani           | Privé                        | Alfa Romeo 6C 1750 GS | 5     |                               | 28     |
| Abd. | 98  | Amerigo Calzolari        | Privé                        | OM 665 SSMM           | 4     |                               | 23     |
| Abd. | 104 | Giovanni Minozzi         | Privé                        | Bugatti Type 35C      | 3     |                               | 25     |
| Abd. | 54  | Baconin Borzacchini      | Scuderia Ferrari             | Alfa Romeo 8C 2300    | 1     | Embrayage                     | 3      |
| Abd. | 62  | Domenico Cerami          | Conte D. Cerami              | Maserati Tipo 26 BMM  | 1     |                               | 7      |
| Abd. | 88  | Umberto Klinger          | Scuderia Ferrari             | Alfa Romeo 6C 1750 GS | 1     | Mécanique                     | 19     |
| Abd. | 72  | Francesco Severi         | Scuderia Ferrari             | Alfa Romeo 6C 1750 GS | 0     | Sortie de route               | 12     |
| Abd. | 96  | Carlo Di Vecchio         | Scuderia Materassi           | Talbot 700            | 0     |                               | 22     |
| Abd. | 106 | Stefano Gyulai           | Count S. Gyulai              | Alfa Romeo 6C 1500 SS | 0     |                               | 26     |
| Np.  | 76  | Renato Balestrero        | Privé                        | Bugatti               |       | Réserviste de Fontana         |        |
| Np.  | 94  | Raffaello Fortuna        | Privé                        | Bugatti               |       | Non partant                   |        |
| Np.  | 102 | Domenico Cerami          | Privé                        | Maserati              |       | Non partant                   |        |
| Np.  | 110 | Renato Danese            | Privé                        | Bugatti Type 35C      |       | Non partant                   |        |
| Np.  | 112 | Apollonio Marini         | Privé                        | OM                    |       | Non partant                   |        |
| Np.  | 114 | Georges d'Arnoux         | Privé                        | Bugatti               |       | Non partant                   |        |
| Np.  | 116 | « X »                    | Privé                        | Bugatti               |       | Non partant                   |        |
| Np.  | 118 | « Romani »               | Privé                        | « X »                 |       | Non partant                   |        |
| Np.  | 120 | « Bettoia »              | Privé                        | Alfa Romeo            |       | Non partant                   |        |
| Np.  | 122 | Giovanni Serra           | Privé                        | « X »                 |       | Non partant                   |        |
| Np.  | 124 | Secondo Corsi            | Privé                        | Alfa Romeo            |       | Non partant                   |        |
| Np.  | 126 | « Giannini »             | Privé                        | « X »                 |       | Non partant                   |        |

- Légende: Abd.=Abandon ; Np.=Non partant

## Pole position et record du tour
- Groupe 1 (1 100 cm3)
  - Pole position :  Alfredo Casali (Fiat) par tirage au sort.
  - Meilleur tour en course :  Luigi Premoli (Salmson) en 16 min 14 s 0 (73,9 km/h) au septième tour.
- Groupe 2 (+ 1 100 cm3)
  - Pole position :  Clemente Biondetti (Maserati) par tirage au sort.
  - Meilleur tour en course :  Achille Varzi (Bugatti) en 14 min 0 s 6 (85,7 km/h) au neuvième tour.

## Tours en tête
- Groupe 1 (1 100 cm3) : pas de données
- Groupe 2 (+ 1 100 cm3)
  -  Achille Varzi : 2 tours (1-2)
  -  Tazio Nuvolari : 8 tours (3-10)